# Kelainó (Danaosz leánya)
Kelainó görög mitológiai alak. Danaosz lánya, így egyike a danaidáknak. Anyja Krinó. Hüperbioszhoz adták feleségül. Poszeidóntól született fia Kelainosz.